# Poštarski dom na Vršiču
Das Poštarski dom na Vršiču (deutsch Postamt-Haus), auf 1688 m. i. J. Höhe gelegen, ist eine Berghütte in Slowenien auf dem Vršičpass. Sie wird von der Bergsteigervereinigung der Post und der Telekom Ljubljana verwaltet und während der Sommersaison bewirtschaftet. Das Haus verfügt über drei Sitzbereiche mit 105 Sitzplätzen und eine Bar. Es verfügt über 13 Zimmer mit 45 Betten und 20 auf geteilten Betten. Es ist Ausgangspunkt von Wanderwegen zu Mojstrovka, Prisojnik, Razor, Jalovec und anderen Gipfeln der Julischen Alpen.

## Geschichte
Die Hütte wurde 1922 von jugoslawischen Grenzsoldaten errichtet und von ihnen genutzt. 1952 bauten die Bergsteiger von Jesenice die Hütte in eine Berghütte um. Im folgenden Jahr errichtete der heutige Betreiber an seiner Stelle eine neue, bis heute bestehende Berghütte.

## Zugänge
- 30 Minuten von Erjavčeva koča na Vršiču
- 15 Minuten von Tičarjev dom na Vršiču

## Weblinks

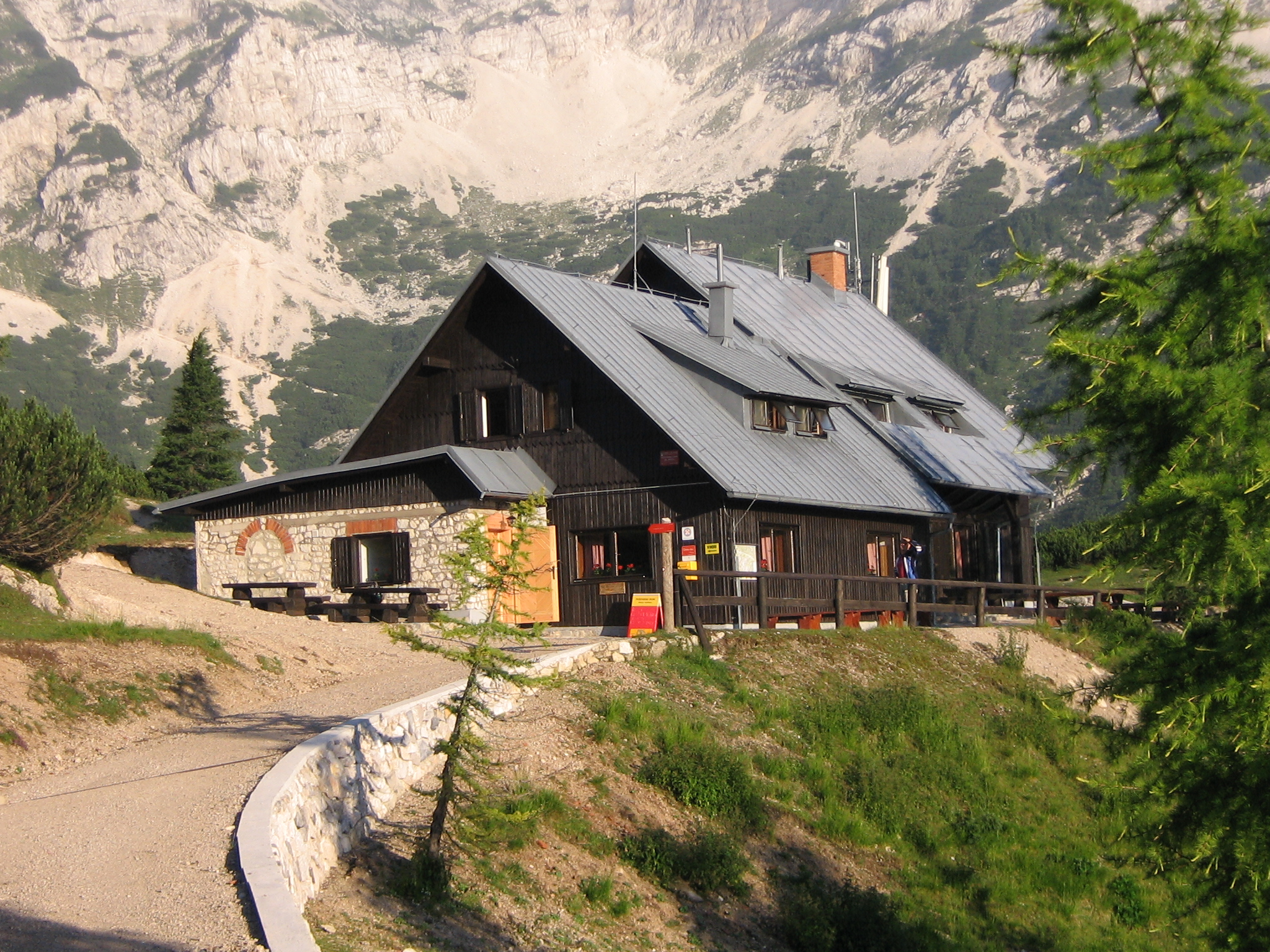
Poštarski dom na Vršiču